# Preprocessador C
El preprocessador C és el preprocessador macro per als llenguatges de programació C, Objective-C i C++. El preprocessador ofereix la possibilitat d'incloure fitxers de capçalera, expansions de macros, compilació condicional i control de línia.
En moltes implementacions de C, és un programa independent invocat pel compilador com a primera part de la traducció.
El llenguatge de les directives del preprocessador només està dèbilment relacionat amb la gramàtica de C i, per tant, de vegades s'utilitza per processar altres tipus de fitxers de text.
El preprocessador es va introduir a C al voltant de 1973 a instàncies d'Alan Snyder i també en reconeixement de la utilitat dels mecanismes d'inclusió de fitxers disponibles a BCPL i PL/I. La seva versió original només oferia la inclusió de fitxers i la substitució simple de cadenes utilitzant #include i #define per a macros sense paràmetres, respectivament. Es va ampliar poc després, primer per Mike Lesk i després per John Reiser, per incorporar macros amb arguments i compilació condicional.
El preprocessador C va formar part d'una llarga tradició de macrollenguatge als Laboratoris Bell, que va ser iniciat per Douglas Eastwood i Douglas McIlroy el 1959.
El preprocessament es defineix per les quatre primeres (de vuit) fases de traducció especificades a l'estàndard C.
1. Substitució de trígrafs: el preprocessador substitueix les seqüències de trígrafs pels caràcters que representen.
2. Empalmament de línies: les línies d'origen físiques que continuen amb seqüències de nova línia escapades s'empalmen per formar línies lògiques.
3. Tokenització: el preprocessador divideix el resultat en fitxes de preprocessament i espais en blanc. Substitueix els comentaris per espais en blanc.
4. Expansió de macros i maneig de directives: s'executen línies de directives de preprocessament, inclosa la inclusió de fitxers i la compilació condicional. El preprocessador expandeix simultàniament macros i, des de la versió de 1999 de l'estàndard C, gestiona els operadors _Pragma.[4]

## Exemples[5]
Fitxers inclosos: Un dels usos més habituals del preprocessador és incloure un altre fitxer:
```
#include
 
<stdio.h>

int
 
main
(
void
)

{

 
printf
(
"Hello, World!
\n
"
);

 
return
 
0
;

}

```

Compilació condicional:
```
#if VERBOSE >= 2

 
printf
(
"trace message"
);

#endif

```

Definició i expansió de macro:
```
#define HE HI

#define LLO _THERE

#define HELLO "HI THERE"

#define CAT(a,b) a##b

#define XCAT(a,b) CAT(a,b)

#define CALL(fn) fn(HE,LLO)

CAT
(
HE
,
 
LLO
)
 
// "HI THERE", because concatenation occurs before normal expansion

XCAT
(
HE
,
 
LLO
)
 
// HI_THERE, because the tokens originating from parameters ("HE" and "LLO") are expanded first

CALL
(
CAT
)
 
// "HI THERE", because parameters are expanded first

```